# Pont de Beaugency
Le pont de Beaugency est un pont en maçonnerie français du département du Loiret et de la région Centre-Val de Loire.
Le pont franchit la Loire et supporte la route départementale D925 qui relie la commune de Beaugency sur la rive droite à la commune de Lailly-en-Val sur la rive gauche. Il est situé dans le périmètre du Val de Loire inscrit au patrimoine mondial de l'UNESCO.

## Descriptif[2]

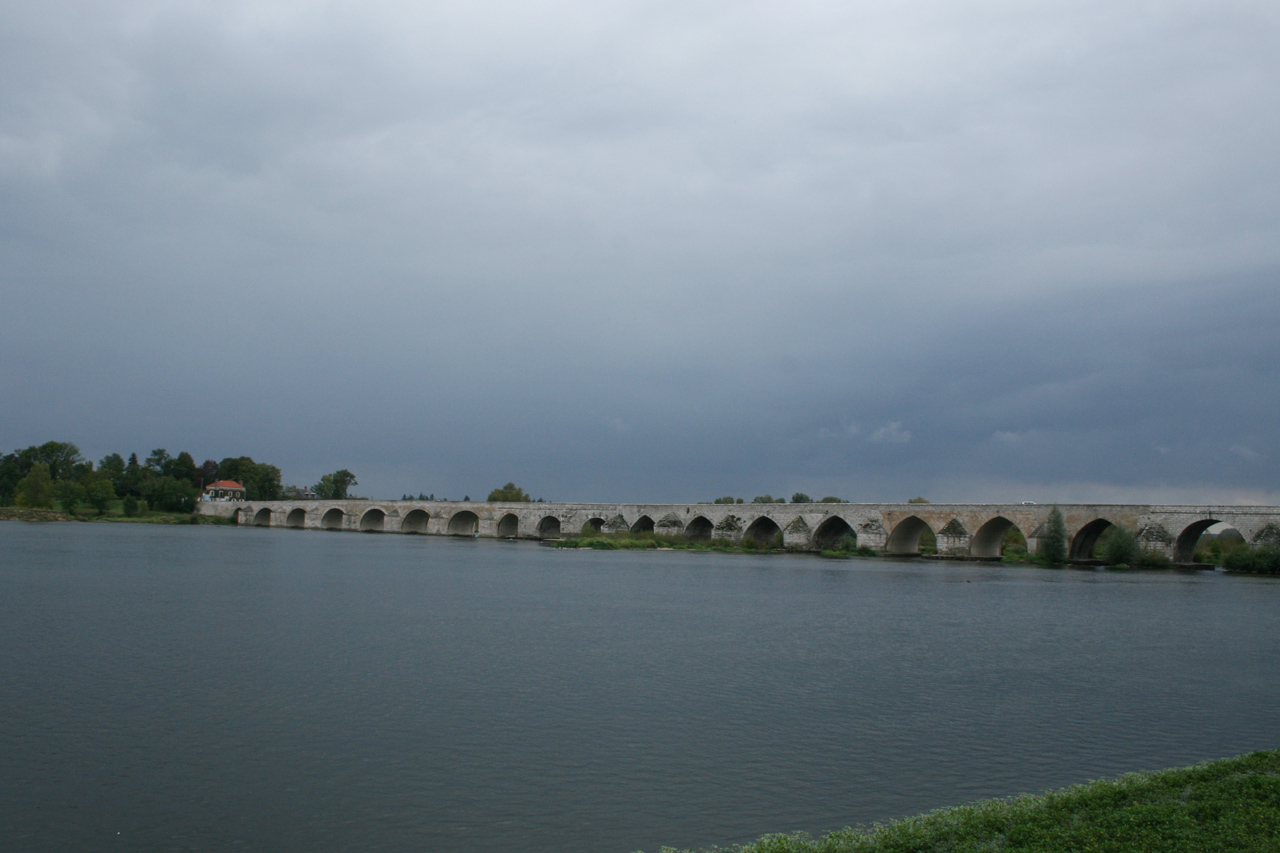
Vue panoramique

Bien que très ancien, puisqu’il est attesté que les premiers éléments remontent au XIVe siècle, les multiples dégâts que l’ouvrage a subi au fil des ans et les réparations qui en ont découlé conduisent à un ouvrage aujourd’hui très hétéroclite tant dans ses formes puisqu’il comporte des voûtes ogivales pour les plus anciennes mais aussi en plein cintre ou en anse de panier que par ses matériaux puisqu’il est composé en grande partie de pierres, mais aussi de béton armé ou béton projeté.
Le pont, d'une longueur de 460 mètres, se compose de 23 arches de forme et constitution différentes : trois arches ogivales sur la rive droite, datant du XIVe siècle, dont la première est pratiquement enterrée sous le remblai d'accès au pont ; une arche marinière de 30 mètres de portée refaite en 1948 ; une arche ogivale, entre les piles 4 et 5, refaite en 1948 ; deux arches en plein cintre (5-6 et 6-7) refaites aux XVIIIe et XIXe siècles ; sept arches ogivales (des piles 7 à 14) datant du XIVe siècle sauf les arches 8-9 et 9-10 refaites en 1980 ; trois arches en plein cintre (des piles 14 à 17) refaites aux XVIIIe et XIXe siècles ; cinq arches en anse de panier (des piles 17 à 26) refaites en 1948 ; deux arches en plein cintre (de la pile 26 à la culée en rive gauche) refaites en 1948.
L'ouverture des arches varie de 7 à 15 mètres sauf pour l'arche marinière, et la largeur des piles varie de 6 à 7 mètres.
À l'origine, le pont comptait 24 arches, mais lors de la Seconde Guerre Mondiale une arche fut détruite. Depuis le pont compte 23 arches. 
L'ouvrage supporte une chaussée de 6 mètres de largeur bordée de deux trottoirs variant de 1 mètre (pile 14 en amont) à 3 mètres.
Le pont est la propriété du Département.

## Histoire[2]
« Tout ce qu'on sait de cet édifice, c'est qu'il existait déjà au XIe siècle. Il finissait autrefois à la seizième arche et était défendu aux deux extrémités par des fortifications qui en rendaient l'accès impraticable avant l'invention de la poudre ».
Si cette affirmation manque de preuves ou au moins de précisions, les documents d'archives permettent de fixer l'origine du pont actuel au XIVe siècle. En effet les nombreuses crues que connaissaient la Loire nécessitaient certainement de nombreuses reprises des appuis et des voûtes, et ce n'est que dans cette période que l'ouvrage prit son aspect actuel (pour sa partie la plus ancienne).
Par ailleurs, le pont est cité en 1145 dans un acte de Simon II de Beaugency.
Initialement, il y avait deux ponts en continuité l'un de l'autre, un passage de l'un à l'autre se faisait par un pont-levis en bois à la hauteur d'une île sur la Loire : « l'île du Pont ». Le pont nord côté rive droite avait une largeur de 11,5 mètres alors que le pont sud du côté de la Sologne ne mesurait que neuf mètres de large. Le pont-levis représentait une protection pour les habitants de la ville.
En 1505, une crue détruit l'île du pont et le pont-levis. La Guerre de Cent Ans est terminée, la protection de la ville devient moins nécessaire, le pont-levis est supprimé et deux arches à redent sont construites. En passant aujourd'hui sur le pont on peut toujours constater la différence de largeur entre les anciens ponts « nord » et « sud ».

### 1608: première crue dévastatrice
Le pont conserve son aspect d'origine jusqu'en 1608. À cette date, une crue emporta le faubourg du pont sur la rive gauche, ne laissant debout que 14 arches du XIVe siècle. À la suite de cette crue, la Loire coupa l'accès au pont sur la rive gauche et l'on dut rétablir cet accès par des travées supplémentaires en bois s'appuyant sur des appuis en pierres.
Au XVIIe siècle, le pont de Beaugency se présentait donc ainsi : quatre arches en rive droite, avant l'arche marinière, dont deux se trouvent aujourd'hui enterrées sous la rampe d'accès au pont. Cette partie de l'ouvrage était surmontée de fortifications et d'une Chapelle Saint Jacques ; douze arches dont l'origine remonte au XIVe siècle ; des arches construites postérieurement aux précédentes afin d'atteindre une petite 31e appelée « île des ponts de Beaugency ». La 17e arche comportait un pont-levis ; un pont en bois reliant cette île à la rive gauche, construit à la suite des inondations de 1608.
Ce pont de bois fut détruit en 1677 par les glaces. À la suite de cette destruction, il fut remplacé par un ouvrage en maçonnerie comportant des voûtes en plein cintre et reposant sur des piliers consolidés par des pilotis et des radiers. À la suite de ces travaux, l'île et ses ouvrages de défense disparurent complètement.
En 1710, une nouvelle inondation renversa l'ensemble de ces voûtes à l'exception de deux. Pour rétablir le passage, de nouvelles travées en bois furent mises en place, en utilisant les appuis encore debout et de nouveaux appuis intermédiaires. Ces travées restèrent en place jusqu'à la Seconde Guerre mondiale.

### 1840: création de l'arche marinière
Afin d'améliorer la navigation, une arche marinière fut créée en 1840, sur la rive droite, à l'emplacement des 5e et 6e arches. Cette arche, de type suspendu, fut obtenue par suppression d'un appui et correspond à l'arche marinière actuelle.
L'arche marinière dispensait du découplage des trains de bateaux imposé par l'arrêté préfectoral du 31 mai 1842 complétant celui du 5 mai 1841 pourvoyant « à la sûreté du passage des bateaux à vapeur sous les arches du pont de Beaugency » « considérant que le peu de hauteur et de largeur des arches du pont de Beaugency et la rapidité du courant lors des grandes eaux, exposent les bateaux de marine à des dangers fréquents, surtout quand la violence du vent vient encore accroître les difficultés de la manœuvre. ».

### 1856: deuxième crue dévastatrice
Lors de la crue du 3 juin 1856, le pont résista à la poussée mais les eaux le contournèrent par la rive gauche et endommagèrent très sérieusement la levée et la voie d'accès. Pour améliorer l'écoulement des eaux, rendu difficile par l'importance et le nombre des appuis, et éviter le retour de crue catastrophique, la reconstruction complète de l'ouvrage fut mise à l'étude. Cette étude aboutit à trois projets de reconstruction (métallique, suspendu ou maçonnerie), prévoyant des travées beaucoup plus larges, et tous trois prolongés par une travée de décharge. Par décision du 20 juillet 1859, la construction immédiate de l'ouvrage de décharge et la reconstruction du pont de Beaugency en maçonnerie furent décidée. Si le premier (actuellement pont du Guidon sur le CD 19) fut réalisé sans problème, le projet définitif de reconstruction ne fut approuvé que le 23 mars 1861 et son exécution en fut différée faute de financement.
Durant les années suivantes, l'ouvrage fut donc l'objet de simples travaux d'entretien, notamment au niveau des enrochements et des platelages.
Lors de la guerre franco-prussienne de 1870, la travée suspendue fut détruite sur ordre de l'autorité militaire française. Une arche métallique, de 31,40 mètres de large, fut reconstruite en 1872 et resta en place jusqu'en 1945.
En 1921, une visite détaillée des appuis est réalisée à la suite des anomalies constatées sur le pont Saint Nicolas sur le Loiret (tassement d'une pile de 10 cm). La fragilité des massifs de fondation est constatée et leur remise en état extérieure est réalisée (réfection des enrochements, rejointoiement des piles, reprise des maçonneries).

### Les réparations de l’après-guerre
À la fin de la Seconde Guerre mondiale, un grand nombre de travées étaient hors service ou bien endommagées. La reconstruction fut confiée à l'entreprise Campenon-Bernard par un marché approuvé le 25 mars 1947.
Ce marché prévoyait la reconstruction en maçonnerie et béton de l'arche marinière entre les piles 3 et 4 ; la reconstruction partielle de la pile 4 avec réalisation d'un dispositif de mine permanent ; l'aménagement de la pile 3 et le renforcement de ses fondations au moyen d'un massif de maçonnerie ; la reconstruction de l'arche ogivale détruite entre les piles 4 et 5, selon ses caractéristiques primitives ; la reconstruction des bandeaux et tympans de la voûte ogivale entre les piles 7 et 8 ; la rectification du profil en long de la chaussée entre les piles 5 et 7 d'une part, 2 et 3 d'autre part et la rectification correspondante des parapets et du boudin ; la démolition et la reconstruction de la section du pont comprise entre les piles 16 et 26, et le démontage de la travée provisoire en bois reliant les piles 23 et 25, ainsi que de la palée en bois qui la soutient ; la réfection de la chaussée en pavage mosaïque dans toutes les parties concernées par les travaux.
Lors du déroulement des travaux, le mauvais état, non supposé, de certaines parties de l'ouvrage, nécessita des adaptations du programme initial : renforcement des fondations des piles 21 et 24 par encagement dans une enceinte de pieux ; réfection totale des fondations de la pile 22 ; clavage avec des vérins Freyssinet des cinq voûtes refaites entre les piles 17 et 26 ; démolition totale de la pile 4, renforcement des fondations anciennes au moyen de pieux en béton et d'une semelle en béton armé, reconstruction de la pile ; renforcement des fondations anciennes de la pile 26 par mise en place d'une enceinte de pieux en bois, battus jusqu'à la marne ; construction d'une nouvelle travée en rive gauche pour améliorer le débouché de l'ouvrage. Cette amélioration nécessita la démolition de la dernière arche plein cintre, de la pile 26 et de la culée rive gauche, la reconstruction de la pile 26, la construction d'une nouvelle pile (27) et d'une nouvelle culée avec ses murs en aile, et la construction des arches correspondantes, élargissement vers l'aval de la chaussée au droit des arches 14-15 et 15-16, et reconstitution du tympan, consolidation des voûtes comprises entre les piles 8 et 16.
Ces travaux furent achevés en 1952. L'ouvrage ne subit plus de travaux importants jusqu'en 1978.

### 1978: travaux sur les fondations
L'effondrement du pont Wilson de Tours, en avril 1978, provoque une importante campagne de vérification des ponts Ligériens.
À l'occasion d'une inspection détaillée des infrastructures et des fondations en septembre 1978, le laboratoire régional de Blois décela un grand nombre d'affouillements et de circulations d'eau sous les appuis. En particulier sur la pile 15 tous les dalots situés sur les enrochements côté voûte 15 étaient affaissés et laissaient apparaître, dans un angle de l'arrière-bec, le platelage et les pieux de la fondation de la pile. Compte tenu des dimensions de l'affouillement et de l'importante circulation d'eau, la confortation de la pile, par mise en place d'un batardeau en palplanches métalliques et injections, fut décidée immédiatement.
Mais lors des travaux de battage, de graves désordres apparaissent dans la pile et les voûtes voisines et aboutissent à une reprise complète des fondations des appuis du XIVe siècle.
À l'issue de cette opération, les travaux réalisés ont permis la remise en état de l'ensemble de l'ouvrage : encagement et injection des piles 3 à 16 et 26 ; réfection complète de la pile 9 et des arches 8 - 9 et 9 - 10 ; réfection complète des parapets de la pile 10 à 14 côté aval et de la pile 10 à 13 côté amont ; réfection du tympan amont sur la pile 13 ; rejointoiement des tympans de la pile 5 à 7 et de la pile 10 à 14 côté aval, de la pile 5 à 7 et 10 à 13 côté amont ; réfection partielle de l'étanchéité sur trottoirs et bordures ; réfection de l'étanchéité sous chaussée au droit des arches 8 - 9 et 9 - 10.

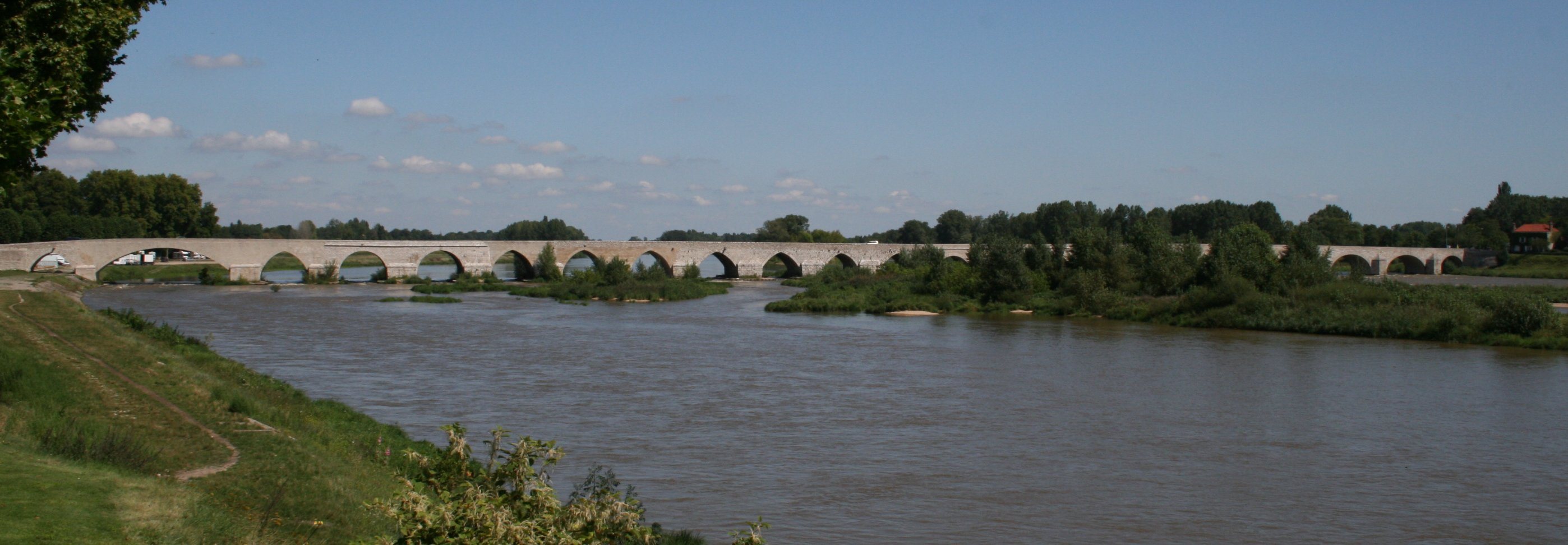
Vue panoramique du pont

## Éléments de l’ouvrage

### Fondations
Les travaux importants réalisés d'une part en 1948 et d'autre part de 1978 à 1980 amènent à classer les appuis en deux catégories : les fondations anciennes constituées d'un mélange de blocage et de sable alluvionnaire s'appuyant sur la marne (piles 3 à 16, et pile 26) ; les fondations récentes constituées à la base d'un béton à faible dosage en ciment, surmonté d'un béton cyclopéen parfois lui-même surmonté d'une semelle armée (piles 17 à 27).

### Voûtes

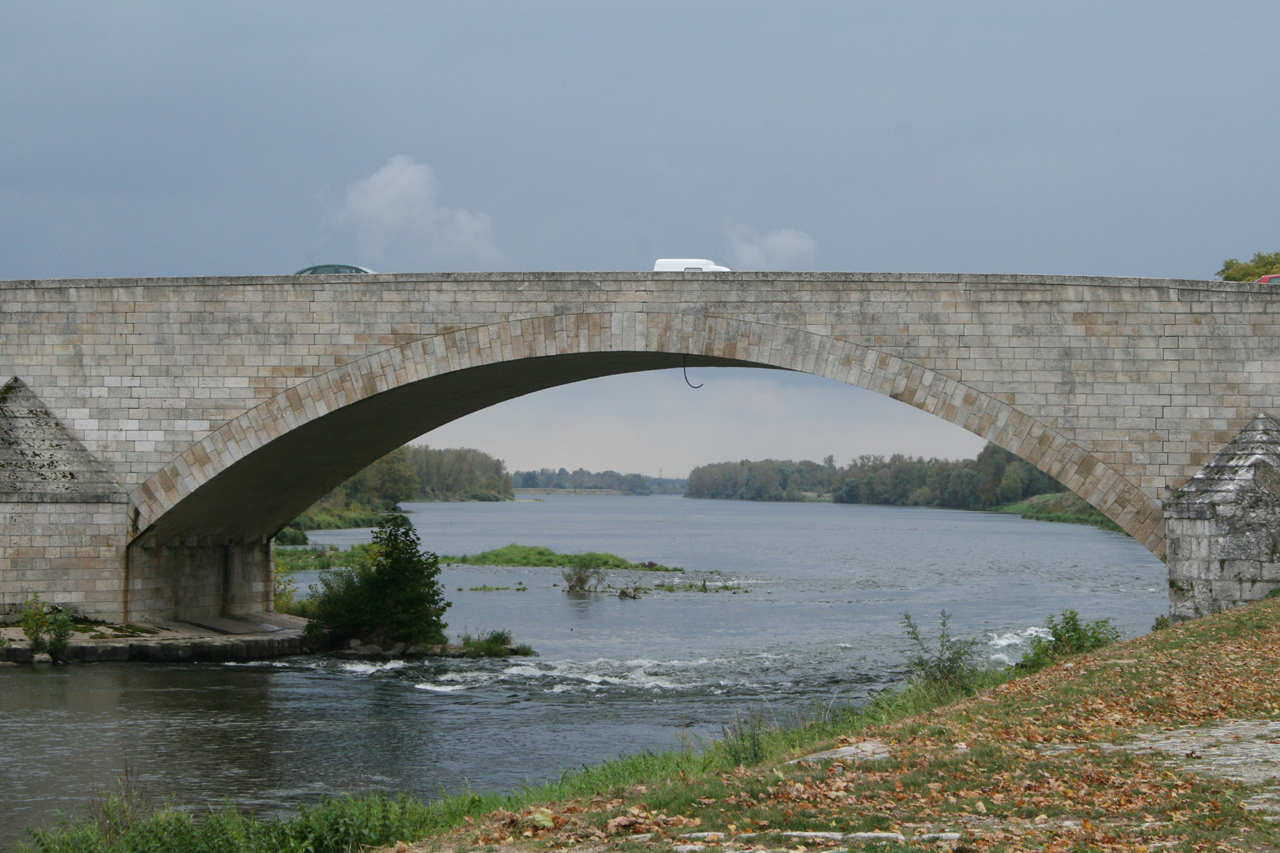
Voûte

La structure des voûtes de chaque arche est la suivante :
- arche 2 : en maçonnerie ;
- arche 3 : constituée de deux anneaux extérieurs en maçonnerie et d'un anneau central en maçonnerie traitée en béton projeté en 1980 ;
- arche 4 (marinière) : en béton armé (1950) ;
- arche 5 : voûte ogivale en béton armé (1950) ;
- arches 6 et 7 : voûtes en maçonnerie réparées en 1980 (reprise partielle en béton projeté, pose de drain, rejointoiement) ;
- arche 8 : voûte en maçonnerie restaurée en 1950 (béton armé le long des bandeaux, maçonnerie ancienne conservée à l'intérieur, cinq drains aux retombées de chaque demi voûte) ;
- arches 9 et 10 : voûtes en béton armé avec bandeaux en pierre reconstruites en 1980 ;
- arches 11 - 12 et 12 - 13 : voûtes en maçonnerie ;
- arche 14 : voûte en maçonnerie réparée en 1980 (reprise des deux anneaux extérieurs au béton projeté, quatre drains à chaque retombée de voûte) ;
- arche 15 : voûte en maçonnerie réparée en 1980 (les deux anneaux extérieurs ont été traités par béton projeté, le reste de la voûte a été rejointoyé au mortier projeté, quatre drains mis en place à la base de chaque demi-voûte ainsi qu'un réseau de mini-drains dans les anneaux réparés) ;
- arche 16 : voûte en maçonnerie. L'anneau amont a été réparé en 1980 en béton projeté, avec mise en place d'un réseau de mini-drains. L'anneau central a été rejointoyé, à la même époque, au mortier projeté ;
- arches 17 - 19 - 21 - 22 - 24 - 26 - 27 et dernière : voûtes en béton armé (1950).

## Légende et littérature
Dans une légende relatée par James Joyce pour son petit-fils, Le Chat et le Diable, le diable aurait aidé à la construction du pont de Beaugency sur la Loire. Comme paiement, il demanda l'âme du premier passant qui s'aventurerait sur son pont. L'unique victime fut en fait un chat que les habitants laissèrent filer sur la construction. De là, vient peut être le surnom chats donnés aux balgentiens bien que d'autres sources pensent qu'il ne s'agit que de la contraction de châtaignes dont la commune était riche.

## Pour approfondir